# Popis naselja u Novom Meksiku
Ovo je popis inkorporiranih gradova, mjesta i sela, mjesta grada, neinkorporiranih područja i popisom određenih mjesta te "gradova duhova" u američkoj saveznoj državi Novom Meksiku. Osjenčeni redci su okružna sjedišta.
Tumač:
- POM - popisom određeno mjesto
- neink.podr. - neinkorporirano područje

## A
| Naselje        | Okrug      | Kategorija         |
| -------------- | ---------- | ------------------ |
| Abeytas        | Socorro    | POM                |
| Abiquiu        | Rio Arriba | POM                |
| Abo            | Torrance   | neink.podr.        |
| Acomita Lake   | Cibola     | POM                |
| Adelino        | Valencia   | POM                |
| Agua Fria      | Santa Fe   | POM                |
| Alamo          | Socorro    | POM                |
| Alamogordo     | Otero      | grad               |
| Albuquerque    | Bernalillo | grad               |
| Alcalde        | Rio Arriba | POM                |
| Algodones      | Sandoval   | POM                |
| Alma           | Catron     | neink.podr.        |
| Alto           | Lincoln    | neink.podr.        |
| Amalia         | Taos       | neink.podr.        |
| Amistad        | Union      | neink.podr.        |
| Angel Fire     | Colfax     | selo               |
| Animas         | Hidalgo    | POM                |
| Antelope Wells | Hidalgo    | neink.podr.        |
| Anthony        | Doña Ana   | grad               |
| Anton Chico    | Guadalupe  | POM                |
| Anzac Village  | Cibola     | POM                |
| Apache Creek   | Catron     | POM                |
| Arabela        | Lincoln    | neink.podr.        |
| Aragon         | Catron     | POM i neuklj.podr. |
| Arenas Valley  | Grant      | POM                |
| Arrey          | Sierra     | POM                |
| Arroyo Hondo   | Taos       | POM                |
| Arroyo Seco    | Taos       | neink.podr.        |
| Artesia        | Eddy       | grad               |
| Atoka          | Eddy       | POM                |
| Aztec          | San Juan   | grad               |

## B
| Naselje           | Okrug     | Kategorija         |
| ----------------- | --------- | ------------------ |
| Baldy Town        | Colfax    | grad duhova        |
| Bard              | Quay      | neink.podr.        |
| Bayard            | Grant     | grad               |
| Beclabito         | San Juan  | POM                |
| Belen             | Valencia  | grad               |
| Bellview          | Curry     | neink.podr.        |
| Bent              | Otero     | POM                |
| Berino            | Doña Ana  | POM                |
| Bernalillo        | Sandoval  | mjesto             |
| Bernardo          | Socorro   | neink.podr.        |
| Bibo              | Cibola    | POM i neuklj.podr. |
| Black Rock        | McKinley  | POM i neuklj.podr. |
| Blackdom          | Chaves    | grad duhova        |
| Blanco            | San Juan  | POM                |
| Bland             | Sandoval  | grad duhova        |
| Bloomfield        | San Juan  | grad               |
| Bluewater         | Lincoln   | neink.podr.        |
| Bluewater Acres   | Cibola    | POM                |
| Bluewater Village | Cibola    | POM                |
| Bluit             | Roosevelt | grad duhova        |
| Boles Acres       | Otero     | POM                |
| Borrego Pass      | McKinley  | neink.podr.        |
| Boles Acres       | Otero     | POM                |
| Bosque            | Valencia  | neink.podr.        |
| Bosque Farms      | Valencia  | selo               |
| Brice             | Otero     | grad duhova        |
| Brilliant         | Colfax    | neuklj.podr.       |
| Brimhall Nizhoni  | McKinley  | POM                |
| Broadview         | Curry     | neink.podr.        |
| Buckhorn          | Grant     | POM                |
| Buena Vista       | Mora      | neink.podr.        |

## C
| Naselje                   | Okrug               | Kategorija              |
| ------------------------- | ------------------- | ----------------------- |
| Caballo                   | Sierra              | POM                     |
| Cabezon                   | Sandavol            | grad duhova             |
| Cañada de los Alamos      | Santa Fe            | POM                     |
| Candy Kitchen             | Cibola              | neink.podr.             |
| Canjilon                  | Rio Arriba          | POM                     |
| Canoncito                 | Mora                | neink.podr.             |
| Canoncito                 | San Miguel          | neink.podr.             |
| Cañoncito                 | Bernalillo          | neink.podr.             |
| Cañoncito                 | Rio Arriba          | neink.podr.             |
| Cañoncito                 | Santa Fe            | neink.podr.             |
| Cañoncito                 | Taos                | neink.podr.             |
| Cañones                   | Rio Arriba          | POM                     |
| Baza zračnih snaga Cannon | Curry               | POM                     |
| Capitan                   | Lincoln             | selo                    |
| Caprock                   | Lea                 | neink.podr.             |
| Capulin                   | Union               | POM i neuklj.podr.      |
| Carlsbad North            | Eddy                | POM                     |
| Carlsbad                  | Eddy                | grad                    |
| Carnuel                   | Bernalillo          | POM                     |
| Carpenter                 | Bernalillo          | neink.podr.             |
| Carpenter                 | Grant               | grad duhova             |
| Carrizozo                 | Lincoln             | mjesto                  |
| Carson                    | Taos                | neink.podr.             |
| Casa Blanca               | Cibola              | neink.podr.             |
| Casa Colorada             | Valencia            | POM                     |
| Causey                    | Roosevelt           | selo                    |
| Cebolla                   | Rio Arriba          | neink.podr.             |
| Cedar Crest               | Bernalillo          | POM                     |
| Cedar Grove               | Santa Fe            | POM                     |
| Cedarvale                 | Torrance            | neink.podr.             |
| Cedro                     | Bernalillo          | POM                     |
| Cerro                     | Taos                | neuklj.podr.            |
| Chacon                    | Mora                | neink.podr.             |
| Chama                     | Rio Arriba          | selo                    |
| Chamberino                | Doña Ana            | POM                     |
| Chamisal                  | Taos                | POM                     |
| Chaparral                 | Doña Ana            | POM                     |
| Chilili                   | Bernalillo          | POM                     |
| Chi Chil Tah              | McKinley            | neink.podr.             |
| Chimayó                   | Río Arriba Santa Fe | mjesto                  |
| Chloride                  | Sierra              | grad duhova             |
| Chupadero                 | Santa Fe            | POM                     |
| Church Rock               | McKinley            | POM                     |
| Cimarron                  | Colfax              | selo                    |
| City of the Sun           | Luna                | ciljana zajednica i POM |
| Claunch                   | Socorro             | neink.podr.             |
| Clayton                   | Union               | mjesto                  |
| Clairmont                 | Catron              | grad duhova             |
| Cleveland                 | Mora                | neink.podr.             |
| Cliff                     | Grant               | POM                     |
| Clines Corners            | Torrance            | neink.podr.             |
| Cloudcroft                | Otero               | selo                    |
| Cloverdale                | Hidalgo             | grad duhova             |
| Clovis                    | Curry               | grad                    |
| Cobre                     | Grant               | POM                     |
| Cochiti                   | Sandoval            | POM                     |
| Cochiti Lake              | Sandoval            | POM                     |
| Columbus                  | Luna                | selo                    |
| Conchas Dam               | San Miguel          | POM                     |
| Continental Divide        | McKinley            | neink.podr.             |
| Cooney                    | Catron              | grad duhova             |
| Cordova                   | Rio Arriba          | POM i neuklj.podr.      |
| Corona                    | Lincoln             | selo                    |
| Corrales                  | Sandoval            | selo                    |
| Costilla                  | Taos                | POM                     |
| Cotton City               | Hidalgo             | POM                     |
| Counselor                 | Sandoval            | neink.podr.             |
| Coyote                    | Lincoln             | neink.podr.             |
| Coyote                    | Rio Arriba          | POM                     |
| Crossroads                | Lea                 | neink.podr.             |
| Crownpoint                | McKinley            | POM                     |
| Cruzville                 | Catron              | POM                     |
| Crystal                   | McKinley San Juan   | POM                     |
| Cuartelez                 | Santa Fe            | POM                     |
| Cuba                      | Sandoval            | selo                    |
| Cubero                    | Cibola              | POM                     |
| Cuchillo                  | Sierra              | grad duhova             |
| Cuervo                    | Guadalupe           | neink.podr.             |
| Cundiyo                   | Santa Fe            | POM                     |
| Cuyamungue                | Santa Fe            | POM                     |

## D
| Naselje    | Okrug      | Kategorija  |
| ---------- | ---------- | ----------- |
| Datil      | Catron     | POM         |
| Dawson     | Colfax     | grad duhova |
| Deming     | Luna       | grad        |
| Derry      | Sierra     | neink.podr. |
| Des Moines | Union      | selo        |
| Dexter     | Chaves     | mjesto      |
| Dixon      | Rio Arriba | neink.podr. |
| Doña Ana   | Doña Ana   | POM         |
| Dora       | Roosevelt  | selo        |
| Dulce      | Rio Arriba | POM         |
| Duran      | Torrance   | POM         |
| Dwyer      | Grant      | neink.podr. |

## E
| Naselje                 | Okrug      | Kategorija   |
| ----------------------- | ---------- | ------------ |
| Eagle Nest              | Colfax     | selo         |
| Edgewood                | Santa Fe   | mjesto       |
| Edith Endave            | Bernalillo | POM          |
| El Cerro Mission        | Valencia   | POM          |
| El Cerro-Monterey Park  | Valencia   | POM          |
| El Cerrito              | San Miguel | selo         |
| El Morro                | Cibola     | neuklj.podr. |
| El Ojo Del Padre        | Sandoval   | grad duhova  |
| El Prado                | Taos       | neuklj.podr. |
| El Rancho               | Santa Fe   | POM          |
| El Rito                 | Cibola     | neuklj.podr. |
| El Rito                 | Rio Arriba | neuklj.podr. |
| El Rito                 | Taos       | neuklj.podr. |
| El Valle de Arroyo Seco | Santa Fe   | POM          |
| Eldorado at Santa Fe    | Santa Fe   | POM          |
| Elephant Butte          | Sierra     | grad         |
| Elida                   | Roosevelt  | mjesto       |
| Elisabethtown           | Colfax     | grad duhova  |
| Elizabethtown           | Colfax     | neuklj.podr. |
| Embudo                  | Rio Arriba | neuklj.podr. |
| Encinal                 | Cibola     | POM          |
| Encino                  | Torrance   | selo         |
| Engle                   | Sierra     | neuklj.podr. |
| Ensenada                | Rio Arriba | POM          |
| Escudilla Bonita        | Catron     | POM          |
| Española                | Rio Arriba | grad         |
| Estancia                | Torrance   | mjesto       |
| Eunice                  | Lea        | grad         |

## F
| Naselje     | Okrug     | Kategorija         |
| ----------- | --------- | ------------------ |
| Fairacres   | Doña Ana  | POM i neuklj.podr. |
| Farmington  | San Juan  | grad               |
| Faywood     | Grant     | POM                |
| Fence Lake  | Cibola    | POM                |
| Flora Vista | San Juan  | POM                |
| Floyd       | Roosevelt | selo               |
| Folsom      | Union     | selo               |
| Fort Sumner | De Baca   | selo               |
| French      | Colfax    | grad duhova        |
| Fruitland   | San Juan  | neuklj.podr.       |

## G
| Plahi        | Okrug      | Kategorija               |
| ------------ | ---------- | ------------------------ |
| Gage         | Luna       | grad duhova              |
| Galisteo     | Santa Fe   | POM                      |
| Gallaher     | Curry      | neuklj.podr.             |
| Gallina      | Rio Arriba | POM                      |
| Gallup       | McKinley   | grad                     |
| Gamerco      | McKinley   | neuklj.podr.             |
| Garfield     | Doña Ana   | POM                      |
| Garita       | San Miguel | neuklj.podr.             |
| Gila         | Grant      | POM                      |
| Gladstone    | Union      | neuklj.podr.             |
| Glen Acres   | Hidalgo    | POM                      |
| Glen         | Chavez     | grad duhova              |
| Glencoe      | Lincoln    | neuklj.podr.             |
| Glenrio      | Quay       | neuklj.podr./grad duhova |
| Glenwood     | Catron     | POM i neuklj.podr.       |
| Glorieta     | Santa Fe   | POM                      |
| Golondrinas  | Mora       | neuklj.podr.             |
| Gobernador   | Rio Arriba | grad duhova              |
| Grady        | Curry      | selo                     |
| Gran Quivira | Torrance   | grad duhova              |
| Grants       | Cibola     | grad                     |
| Grenville    | Union      | selo                     |
| Guadalupita  | Mora       | neuklj.podr.             |

## H
| Naselje                     | Okrug      | Kategorija   |
| --------------------------- | ---------- | ------------ |
| Hachita                     | Grant      | POM          |
| Hagan                       | Sandoval   | grad duhova  |
| Hagerman                    | Chaves     | mjesto       |
| Hanover                     | Grant      | POM          |
| Hatch                       | Doña Ana   | selo         |
| Hermosa                     | Sierra     | grad duhova  |
| Hernandez                   | Rio Arriba | neuklj.podr. |
| High Rolls                  | Otero      | neuklj.podr. |
| Hillsboro                   | Sierra     | neuklj.podr. |
| Hobbs                       | Lea        | grad         |
| Baza zračnih snaga Holloman | Otero      | POM          |
| Holman                      | Mora       | neuklj.podr. |
| Homestead                   | Catron     | POM          |
| Hondo                       | Lincoln    | neuklj.podr. |
| Hope                        | Eddy       | selo         |
| Hortonville                 | Otero      | neuklj.podr. |
| Hot Springs Landing         | Sierra     | POM          |
| House                       | Quay       | selo         |
| Huerfano                    | San Juan   | POM          |
| Hurley                      | Grant      | mjesto       |

## I
| Naselje               | Okrug      | Kategorija   |
| --------------------- | ---------- | ------------ |
| Ilfeld                | San Miguel | neuklj.podr. |
| Isleta Village Proper | Bernalillo | POM          |

## J
| Naselje       | Okrug    | Kategorija   |
| ------------- | -------- | ------------ |
| Jaconita      | Santa Fe | POM          |
| Jal           | Lea      | grad         |
| Jamestown     | McKinley | neuklj.podr. |
| Jarales       | Valencia | POM          |
| Jemez Pueblo  | Sandoval | POM          |
| Jemez Springs | Sandoval | selo         |

## K
| Naselje     | Okrug     | Kategorija        |
| ----------- | --------- | ----------------- |
| Keeler Farm | Luna      | POM               |
| Kelly       | ?         | grad duhova       |
| Kenna       | Roosevelt | neuklj.podr.      |
| Kewa        | Sandoval  | POM i ind. pueblo |
| Kingston    | Sierra    | POM               |
| Kirtland    | San Juan  | POM               |

## L
| Naselje                    | Okrug      | Kategorija         |
| -------------------------- | ---------- | ------------------ |
| La Bajada                  | Santa Fe   | neuklj.podr.       |
| La Cienega                 | Santa Fe   | POM                |
| La Cueva                   | Mora       | neuklj.podr.       |
| La Hacienda                | Luna       | POM                |
| La Huerta                  | Eddy       | POM                |
| La Jara                    | Sandoval   | POM                |
| La Joya                    | Socorro    | POM                |
| La Loma                    | Santa Fe   | neuklj.podr.       |
| La Luz                     | Otero      | POM                |
| La Madera                  | Rio Arriba | POM                |
| La Mesa                    | Doña Ana   | POM i neuklj.podr. |
| La Plata                   | San Juan   | POM                |
| La Puebla                  | Santa Fe   | POM                |
| La Union                   | Doña Ana   | POM                |
| Las Ruedas                 | San Miguel | grad duhova        |
| Laguna                     | Cibola     | POM                |
| Lake Arthur                | Chaves     | mjesto             |
| Lake Roberts               | Grant      | POM                |
| Lake Roberts Heights       | Grant      | POM                |
| Lake Sumner                | De Baca    | POM                |
| Lake Valley                | Sierra     | grad duhova        |
| Lakewood                   | Eddy       | neuklj.podr.       |
| Lamy                       | Santa Fe   | POM                |
| Lanark                     | Doña Ana   | grad duhova        |
| Las Cruces                 | Doña Ana   | grad               |
| Las Tablas                 | Rio Arriba | neuklj.podr.       |
| Las Palomas                | Sierra     | POM                |
| Las Trampas                | Taos       | neuklj.podr.       |
| Las Vegas                  | San Miguel | grad               |
| Lee Acres                  | San Juan   | POM                |
| Lemitar                    | Socorro    | POM                |
| Lincoln                    | Lincoln    | neuklj.podr.       |
| Lindrith                   | Rio Arriba | neuklj.podr.       |
| Lingo                      | Roosevelt  | neuklj.podr.       |
| Llano                      | Taos       | neuklj.podr.       |
| Loco Hills                 | Eddy       | POM i neuklj.podr. |
| Logan                      | Quay       | selo               |
| Lordsburg                  | Hidalgo    | grad               |
| Los Alamos                 | Los Alamos | POM i mjesto grada |
| Los Cerrillos              | Santa Fe   | POM                |
| Los Chaves                 | Valencia   | POM                |
| Los Lunas                  | Valencia   | selo               |
| Los Ojos                   | Rio Arriba | POM                |
| Los Ranchos de Albuquerque | Bernalillo | selo               |
| Los Trujillos-Gabaldon     | Valencia   | POM                |
| Loving                     | Eddy       | selo               |
| Lovington                  | Lea        | grad               |
| Lower Frisco               | Catron     | POM                |
| Luis Lopez                 | Socorro    | neuklj.podr.       |
| Lumberton                  | Rio Arriba | POM                |
| Luna                       | Catron     | POM i neuklj.podr. |
| Lynn                       | Colfax     | grad duhova        |

## M
| Naselje          | Okrug               | Kategorija         |
| ---------------- | ------------------- | ------------------ |
| Madrid           | Santa Fe            | POM                |
| Magdalena        | Socorro             | selo               |
| Malaga           | Eddy                | POM i neuklj.podr. |
| Maljamar         | Lea                 | neuklj.podr.       |
| Manzano          | Torrance            | POM                |
| Manzano Springs  | Torrance Bernalillo | POM                |
| Maxwell          | Colfax              | selo               |
| Mayhill          | Otero               | neuklj.podr.       |
| McAlister        | Quay                | neuklj.podr.       |
| McCartys Village | Cibola              | POM                |
| McDonald         | Lea                 | neuklj.podr.       |
| McIntosh         | Torrance            | POM                |
| Meadow Lake      | Valencia            | POM                |
| Medanales        | Rio Arriba          | neuklj.podr.       |
| Melrose          | curry               | selo               |
| Mentmore         | McKinley            | grad duhova        |
| Mescalero        | Otero               | POM                |
| Mesilla          | Doña Ana            | mjesto             |
| Mesita           | Cibola              | POM                |
| Mesquite         | Doña Ana            | POM                |
| Miami            | Colfax              | neuklj.podr.       |
| Middle Frisco    | Catron              | POM                |
| Midway           | Chaves              | POM i neuklj.podr. |
| Milan            | Cibola              | selo               |
| Mills            | Harding             | neuklj.podr.       |
| Milnesand        | Roosevelt           | neuklj.podr.       |
| Mimbres          | Grant               | POM                |
| Mogollon         | Catron              | grad duhova        |
| Monterey Park    | Valencia            | POM                |
| Montezuma        | San Miguel          | neuklj.podr.       |
| Monticello       | Sierra              | neuklj.podr.       |
| Montoya          | Quay                | neuklj.podr.       |
| Monument         | Lea                 | POM i neuklj.podr. |
| Moquino          | Cibola              | POM                |
| Mora             | Mora                | grad               |
| Moriarty         | Torrance            | grad               |
| Mosquero         | Harding             | selo               |
| Mountainair      | Torrance            | mjesto             |
| Mount Dora       | Union               | neuklj.podr.       |
| Mountain Park    | Otero               | neuklj.podr.       |
| Mountain View    | Chaves              | neuklj.podr.       |
| Mountain View    | Cibola              | neuklj.podr.       |
| Mountain View    | Luna                | POM                |
| Mouser Place     | Hidalgo             | neuklj.podr.       |
| Mowry City       | Doña Ana            | grad duhova        |
| Mule Creek       | Grant               | neuklj.podr.       |

## N
| Naselje               | Okrug      | Kategorija   |
| --------------------- | ---------- | ------------ |
| Nageezi               | San Juan   | POM          |
| Nakaibito             | McKinley   | POM          |
| Nambé Pueblo          | Santa Fe   | neuklj.podr. |
| Napi Headquarters     | San Juan   | POM          |
| Nara Visa             | Quay       | POM          |
| Naschitti             | San Juan   | POM          |
| Navajo                | McKinley   | POM          |
| Navajo City           | Rio Arriba | neuklj.podr. |
| Navajo Dam            | San Juan   | POM          |
| Nenahnezad            | San Juan   | POM          |
| Newcomb               | San Juan   | POM          |
| Newkirk               | Guadalupe  | POM          |
| Newman                | Otero      | neuklj.podr. |
| New Laguna            | Cibola     | neuklj.podr. |
| No Agua               | Taos       | neuklj.podr. |
| Nogal                 | Lincoln    | POM          |
| North Acomita Village | Cibola     | POM          |
| North Hurley          | Grant      | POM          |
| North Valley          | Bernalillo | POM          |

## O
| Naselje           | Okrug      | Kategorija   |
| ----------------- | ---------- | ------------ |
| Oasis             | Sierra     | POM          |
| Ocate             | Mora       | POM          |
| Ohaysi            |            | grad duhova  |
| Ohkay Owingeh     | Rio Arriba | POM          |
| Ojo Amarillo      | San Juan   | POM          |
| Ojo Caliente      | Taos       | neuklj.podr. |
| Ojo Feliz         | Mora       | neuklj.podr. |
| Old Hachita       | ?          | grad duhova  |
| Ojo Sarco         | Rio Arriba | neuklj.podr. |
| Old Horse Springs | Catron     | neuklj.podr. |
| Orogrande         | Otero      | neuklj.podr. |
| Organ             | Doña Ana   | POM          |

## P
| Naselje                  | Okrug      | Kategorija                |
| ------------------------ | ---------- | ------------------------- |
| Paguate                  | Cibola     | POM                       |
| Pajarito Mesa            | Bernalillo | POM                       |
| Paradise Hills           | Bernalillo | POM                       |
| Paraje                   | Cibola     | POM                       |
| Pastura                  | Guadalupe  | neuklj.podr.              |
| Pecan Park               | Luna       | POM                       |
| Pecos                    | San Miguel | selo                      |
| Pena Blanca              | Sandoval   | POM                       |
| Peñasco                  | Taos       | POM                       |
| Pep                      | Roosevelt  | neuklj.podr.              |
| Peralta                  | Valencia   | Pmjesto                   |
| Petaca                   | Rio Arriba | neuklj.podr.              |
| Picacho                  | Lincoln    | neuklj.podr.              |
| Picuris Pueblo           | Taos       | POM                       |
| Pie Town                 | Catron     | POM i neuklj.podr.        |
| Pilar                    | Taos       | neuklj.podr.              |
| Pinedale                 | McKinley   | neuklj.podr.              |
| Pinehill                 | Cibola     | POM                       |
| Pinos Altos              | Grant      | POM                       |
| Piñon                    | Otero      | neuklj.podr.              |
| Pittsburg                | Colfax     | grad duhova               |
| Placitas                 | Doña Ana   | POM                       |
| Placitas                 | Rio Arriba | neinkorporirana zajednica |
| Placitas                 | Sandoval   | POM                       |
| Placitas                 | Sierra     | neinkorporirana zajednica |
| Playas                   | Hidalgo    | POM i neuklj.podr.        |
| Pleasanton               | Catron     | POM                       |
| Pleasant Hill            | Curry      | neuklj.podr.              |
| Pojoaque                 | Santa Fe   | POM                       |
| Polvadera                | Socorro    | neuklj.podr.              |
| Ponderosa                | Sandoval   | POM                       |
| Ponderosa Pine           | Bernalillo | POM                       |
| Portales                 | Roosevelt  | grad                      |
| Portair                  | Curry      | neuklj.podr.              |
| Prewitt                  | McKinley   | neuklj.podr.              |
| Progresso                | Torrance   | neuklj.podr.              |
| Pueblo of Isleta         | Bernalillo | neuklj.podr.              |
| Pueblo of Sandia Village | Sandoval   | POM                       |
| Pueblo Pintado           | McKinley   | POM                       |
| Puerto de Luna           | Guadalupe  | POM                       |
| Pulpotio Bareas          | Luna       | POM                       |

## Q
| Naselje | Okrug  | Kategorija   |
| ------- | ------ | ------------ |
| Quay    | Quay   | neuklj.podr. |
| Queen   | Eddy   | neuklj.podr. |
| Quemado | Catron | POM          |
| Questa  | Taos   | selo         |

## R
| Naselje               | Okrug      | Kategorija   |
| --------------------- | ---------- | ------------ |
| Radium Springs        | Doña Ana   | POM          |
| Rainsville            | Mora       | neuklj.podr. |
| Ramah                 | McKinley   | POM          |
| Rancho Grande         | Catron     | POM          |
| Ranchos de Taos       | Taos       | POM          |
| Ranchvale             | Curry      | neuklj.podr. |
| Ratón                 | Colfax     | grad         |
| Rayado                | Colfax     | neuklj.podr. |
| Red River             | Taos       | mjesto       |
| Red Hill              | Catron     | grad duhova  |
| Redrock               | Grant      | neuklj.podr. |
| Regina                | Sandoval   | POM          |
| Rehoboth              | McKinley   | neuklj.podr. |
| Reserve               | Catron     | selo         |
| Ribera                | San Miguel | neuklj.podr. |
| Rincón                | Doña Ana   | POM          |
| Río Chiquito          | Santa Fe   | POM          |
| Rio Communities       | Valencia   | POM          |
| Rio Communities North | Valencia   | POM          |
| Rio en Medio          | Santa Fe   | POM          |
| Rio Lucio             | Taos       | POM          |
| Río Rancho            | Sandoval   | grad         |
| Rivers                | Catron     | POM          |
| Riverside             | Eddy       | neuklj.podr. |
| Riverside             | Grant      | neuklj.podr. |
| Riverside             | Lincoln    | neuklj.podr. |
| Riverside             | San Juan   | neuklj.podr. |
| Road Forks            | Hidalgo    | neuklj.podr. |
| Rociada               | San Miguel | neuklj.podr. |
| Rock Springs          | McKinley   | POM          |
| Rodeo                 | Hidalgo    | neuklj.podr. |
| Rodey                 | Doña Ana   | POM          |
| Rogers                | Roosevelt  | neuklj.podr. |
| Rosedale              | Grant      | POM          |
| Roswell               | Chaves     | grad         |
| Rowe                  | San Miguel | neuklj.podr. |
| Roy                   | Harding    | selo         |
| Ruidoso Downs         | Lincoln    | grad         |
| Ruidoso               | Lincoln    | selo         |
| Rutheron              | Rio Arriba | neuklj.podr. |

## S
| Naselje               | Okrug      | Kategorija         |
| --------------------- | ---------- | ------------------ |
| Sacramento            | Otero      | POM                |
| Salem                 | Doña Ana   | POM                |
| San Acacia            | Socorro    | neuklj.podr.       |
| San Antonio           | Socorro    | neuklj.podr.       |
| San Antonito          | Bernalillo | POM                |
| San Antonito          | Socorro    | POM                |
| San Cristobal         | Taos       | POM                |
| San Felipe Pueblo     | Sandoval   | POM                |
| San Fidel             | Cibola     | POM                |
| San Ildefonso Pueblo  | Santa Fe   | POM                |
| San Francisco Plaza   | Catron     | neuklj.podr.       |
| San Jon               | Quay       | selo               |
| San Jose              | Rio Arriba | POM                |
| San Jose              | San Miguel | POM                |
| San Juan              | Rio Arriba | POM                |
| San Lorenzo           | Grant      | POM i neuklj.podr. |
| San Lorenzo           | Rio Arriba | neuklj.podr.       |
| San Lorenzo           | Socorro    | neuklj.podr.       |
| San Mateo             | Cibola     | POM                |
| San Miguel            | Doña Ana   | POM                |
| San Pablo             | Doña Ana   | POM                |
| San Patricio          | Lincoln    | neuklj.podr.       |
| San Rafael            | Cibola     | POM                |
| San Ysidro            | Doña Ana   | POM                |
| San Ysidro            | Sandoval   | selo               |
| Sandia Heights        | Bernalillo | POM                |
| Sandia Knolls         | Bernalillo | POM                |
| Sandia Park           | Bernalillo | POM                |
| Sanostee              | San Juan   | POM                |
| Santa Ana Pueblo      | Sandoval   | POM                |
| Santa Clara Pueblo    | Rio Arriba | POM                |
| Santa Clara           | Grant      | selo               |
| Santa Cruz            | Santa Fe   | POM                |
| Santa Fe              | Santa Fe   | grad               |
| Santa Rita            | Grant      | grad duhova        |
| Santa Rosa            | Guadalupe  | grad               |
| Santa Teresa          | Doña Ana   | POM                |
| Santo Domingo Pueblo  | Sandoval   | POM                |
| Sapello               | San Miguel | neuklj.podr.       |
| Seama                 | Cibola     | POM                |
| Seboyeta              | Cibola     | POM                |
| Sedan                 | Union      | neuklj.podr.       |
| Sedillo               | Bernalillo | POM                |
| Seneca                | Union      | neuklj.podr.       |
| Separ                 | Grant      | neuklj.podr.       |
| Serafina              | San Miguel | neuklj.podr.       |
| Seton Village         | Santa Fe   | neuklj.podr.       |
| Shakespeare           | Hidalgo    | grad duhova        |
| Sheep Springs         | San Juan   | POM                |
| Sherman               | Grant      | neuklj.podr.       |
| Shiprock              | San Juan   | POM                |
| Silver City           | Grant      | mjesto             |
| Skyline-Ganipa        | Cibola     | POM                |
| Smith Lake            | McKinley   | neuklj.podr.       |
| Socorro               | Socorro    | grad               |
| Sofia                 | Union      | neuklj.podr.       |
| Solano                | Harding    | neuklj.podr.       |
| Sombrillo             | Santa Fe   | POM                |
| South Acomita Village | Cibola     | POM                |
| South Valley          | Bernalillo | POM                |
| Springer              | Colfax     | mjesto             |
| St. Vrain             | Curry      | neuklj.podr.       |
| Stanley               | Santa Fe   | neuklj.podr.       |
| Steins                | Hidalgo    | grad duhova        |
| Sunland Park          | Doña Ana   | grad               |
| Sunny Side            | Colfax     | neuklj.podr.       |
| Sunshine              | Luna       | POM                |
| Sunspot               | Otero      | neuklj.podr.       |

## T
| Naselje               | Okrug      | Kategorija                 |
| --------------------- | ---------- | -------------------------- |
| Taiban                | De Baca    | neuklj.podr.               |
| Tajique               | Torrance   | POM                        |
| Talpa                 | Taos       | POM                        |
| Taos Pueblo           | Taos       | POM                        |
| Taos Ski Valley       | Taos       | selo                       |
| Taos                  | Taos       | mjesto                     |
| Tatum                 | Lea        | mjesto                     |
| Tejon                 | ?          | grad duhova                |
| Tererro               | San Miguel | neuklj.podr.               |
| Tesuque               | Santa Fe   | POM                        |
| Texico                | Curry      | grad                       |
| Thoreau               | McKinley   | POM                        |
| Three Rivers          | Otero      | neuklj.podr.               |
| Tierra Amarilla       | Rio Arriba | neuklj.podr.               |
| Tijeras               | Bernalillo | selo                       |
| Timberon              | Otero      | POM                        |
| Tinnie                | Lincoln    | neuklj.podr.               |
| Tohatchi              | McKinley   | POM                        |
| Tome                  | Valencia   | POM                        |
| Tome-Adelino          | Valencia   | POM                        |
| Torreon               | Sandoval   | POM                        |
| Torreon               | Torrance   | POM i farmerska zajednica. |
| Town of Atrisco Grant | Bernalillo | mjesto                     |
| Trementina            | San Miguel | neuklj.podr.               |
| Tres Piedras          | Taos       | POM i selo                 |
| Trout Valley          | Grant      | POM                        |
| Truchas               | Rio Arriba | neuklj.podr.               |
| Truth or Consequences | Sierra     | grad                       |
| Tse Bonito            | McKinley   | POM                        |
| Tucumcari             | Quay       | grad                       |
| Tularosa              | Otero      | selo                       |
| Tyrone                | Grant      | grad duhova                |
| Twin Forks            | Otero      | POM                        |
| Twin Lakes            | McKinley   | POM                        |
| Tyrone                | Grant      | POM                        |

## U
| Naselje         | Okrug    | Kategorija         |
| --------------- | -------- | ------------------ |
| University Park | Doña Ana | POM                |
| Upham           | Sierra   | neuklj.podr.       |
| Upper Fruitland | San Juan | POM                |
| Ute Park        | Colfax   | POM i neuklj.podr. |

## V
| Naselje     | Okrug      | Kategorija   |
| ----------- | ---------- | ------------ |
| Vadito      | Taos       | POM          |
| Vado        | Doña Ana   | POM          |
| Valdez      | Taos       | neuklj.podr. |
| Valencia    | Valencia   | POM          |
| Vallecitos  | Rio Arriba | neuklj.podr. |
| Valmora     | Mora       | neuklj.podr. |
| Vanderwagen | McKinley   | neuklj.podr. |
| Vaughn      | Guadalupe  | mjesto       |
| Veguita     | Socorro    | POM          |
| Velarde     | Rio Arriba | POM          |
| Ventura     | Luna       | POM          |
| Villanueva  | San Miguel | neuklj.podr. |
| Vinegaroon  | ?          | grad duhova  |
| Virden      | Hidalgo    | selo         |

## W
| Naselje      | Okrug      | Kategorija         |
| ------------ | ---------- | ------------------ |
| Wagon Mound  | Mora       | selo               |
| Wagon Wheel  | Torrance   | neuklj.podr.       |
| Waldo        | Santa Fe   | neuklj.podr.       |
| Waterflow    | San Juan   | neuklj.podr.       |
| Watrous      | Mora       | POM                |
| Weed         | Otero      | POM                |
| Wheatland    | Quay       | neuklj.podr.       |
| White Rock   | Los Alamos | POM                |
| White Rock   | San Juan   | neuklj.podr.       |
| White Sands  | Doña Ana   | POM                |
| White Signal | Grant      | POM                |
| Whites City  | Eddy       | POM i neuklj.podr. |
| Willard      | Torrance   | selo               |
| Williamsburg | Sierra     | selo               |
| Windmill     | Hidalgo    | POM                |
| Winston      | Sierra     | POM                |

## Y
| Naselje     | Okrug      | Kategorija   |
| ----------- | ---------- | ------------ |
| Yah-ta-hey  | McKinley   | POM          |
| Yeso        | De Baca    | neuklj.podr. |
| Youngsville | Rio Arriba | POM          |

## Z
| Naselje     | Okrug      | Kategorija   |
| ----------- | ---------- | ------------ |
| Zia Pueblo  | Sandoval   | POM          |
| Zuni Pueblo | McKinley   | POM          |
| Zuzax       | Bernalillo | neuklj.podr. |

## Vanjske poveznice
- New Mexico Census Data @ Census.gov
- Ghost Towns of New Mexico - Alphabetical Listing
- Ghost Towns of New Mexico - County Listing